# Диллингхем (Аляска)
Ди́ллингхем (англ. Dillingham [ˈdɪlɪŋhæm], эским. Curyuk) — город на Аляске, США.

## Описание
Диллингхем расположен у устья реки Нушагак в месте её впадения в залив Нушагак-Бей, административно относится к одноимённой зоне переписи населения. Площадь города составляет 92,6 км², из них 5,5 км² (ок. 6 %) составляют открытые водные пространства. Ни автомобильных дорог, ни железнодорожных путей до города не проложено, добраться до Диллингхема можно только по морю (порт на 320 причалов) или по воздуху: в двух километрах от города расположен одноимённый аэропорт.

## История
Местность, где сейчас стоит город Диллингхем, исторически была населена юпиками. В 1818 году на месте будущего города русскими мореплавателями был основан Александровский редут, а возникший вскоре вокруг посёлок назвали Нушагак, по названию близлежащей реки. Селение стало центром торговли близлежащих эскимосских племён. В 1837 году в Нушагаке была основана первая миссия Русской православной церкви.
В 1881 году, через несколько лет после того, как Аляска стала собственностью Штатов, в городе была построена первая метеостанция. В 1884 году в городе был построен первый в регионе Бристольского залива рыбоконсервный завод. В 1904 году было открыто первое почтовое отделение, и город поменял своё имя на нынешнее, в честь политика Уильяма Пола Диллингхема.
Во время эпидемии испанского гриппа в 1918—1919 годах в Диллингхеме и его окрестностях осталось в живых менее 500 человек.
В 1963 году Диллингхем получил статус города.
В 1974 году заработала первая AM-радиостанция.
В 2006 году Диллингхем привлёк внимание общественности тем, что установил на своих улицах целых 80 видеокамер, что необычно много для населённого пункта со столь скромным населением. Несмотря на протесты жителей, которые провели референдум в пользу отказа от такого количества следящих за ними технических устройств, все камеры были оставлены.
9 августа 2010 года неподалёку от Диллингхема разбился самолёт, в катастрофе среди прочих погиб видный политик Тэд Стивенс, а среди выживших был другой известный политик — Шон О’Киф.

## Демография
Население
- 2000 — 2466
- 2006 — 2491
- 2008 — 2347
- 2010 — 2329
- 2011 — 2376

Расовый состав
- эскимосы — 52,6 %
- белые — 35,6 %
- азиаты — 1,2 %
- афроамериканцы — 0,6 %
- прочие расы — 0,6 %
- две и более расы — 9,4 %
- латиноамериканцы (любой расы) — 3,5 %